# Октябрьский (Фалёнский район)
Октябрьский — посёлок в Фалёнском районе Кировской области России.

## География
Посёлок находится в восточной части Кировской области, в подзоне южной тайги, на берегах реки Кукарки, на расстоянии приблизительно 16 километров (по прямой) к юго-западу от посёлка городского типа Фалёнки, административного центра района. Абсолютная высота — 155 метров над уровнем моря. В настоящее время с посёлком слилась деревня Жуки или Чекаловская.
Климат
Климат характеризуется как континентальный, с продолжительно холодной многоснежной зимой и умеренно тёплым летом. Среднегодовая температура составляет 1,3 °C. Средняя температура воздуха самого тёплого месяца (июля) — 17,8 °C; самого холодного (января) — −14,7 °C. Среднегодовое количество атмосферных осадков составляет 555 мм. Снежный покров образуется в первой декаде ноября и держится в течение 162 дней.

## Население
| 1989 | 2002 | 2010 |
| ---- | ---- | ---- |
| 764  | ↘671 | ↘590 |

Половой состав
По данным Всероссийской переписи населения 2010 года в гендерной структуре населения мужчины составляли 43,9 %, женщины — соответственно 56,1 %.
Национальный состав
Согласно результатам переписи 2002 года, в национальной структуре населения русские составляли 90 % из 671 чел.